# 김동기 (축구 선수)
김동기(한국 한자: 金東期, 1989년 5월 27일 ~ )는 대한민국의 축구 선수이며 포지션은 공격수이다.

## 축구인 경력

### 선수 경력
2012 K리그 드래프트를 통해 강원 FC에 입단하였다. 2012시즌 7경기에 출전했다.
2013년 8월 18일 인천 유나이티드와의 경기에서 후반 20분 데뷔골을 기록했다. 하지만 팀은 디오고와 남준재에게 2골을 연속으로 허용해 1-2로 패배했다. 2013년 11월 30일에 열린 제주 유나이티드와의 K리그 경기에서 해트트릭을 작렬하며 팀의 3-0승리를 이끌었다.
2015년 7월 8일, FC 안양으로의 6개월 임대가 발표되었다. 2015시즌이 끝난 뒤 FC 안양으로 완전 이적했다.
2017 시즌을 앞두고 포항 스틸러스에 입단하였으며, 5경기 1도움을 기록하였다. 같은 해 여름 김광석의 부상으로 센터백이 급히 필요해진 포항이 성남 FC의 중앙 수비수 오도현과 김동기를 6개월간 맞임대하는 계약에 합의함에 따라, 성남 FC로 임대되었다.